# Metodo aperto di coordinamento
Il metodo aperto di coordinamento (MAC) è un modo di coordinamento non vincolante delle politiche pubbliche dei diversi stati membri dell'Unione europea. Si applica nei domini che fanno essenzialmente parte della competenza degli Stati (come ad esempio la protezione sociale) e ove l'Unione Europea non può emanare regole vincolanti (regolamenti o direttive).
Questo metodo utilizza degli strumenti spesso collegati alla soft law ed issues del mondo del management e dell'impresa. Il MAC permette il riavvicinamento delle legislazioni nazionali nel quadro di politica pubblica voluta ma siccome il suo principio è la cooperazione volontaria degli stati, la sua efficacia non è reale finché non vi è consenso sugli obiettivi da conseguire. Il metodo aperto di coordinamento è spesso promosso come alternativa al metodo comunitario, ma pone anche una serie di problemi per quanto concerne la sua efficacia prevista, i suoi effetti sulle legislazioni e la sua legittimità democratica.

## Storia

### Origini del metodo aperto di coordinamento negli anni Novanta
Il metodo che consiste nel fissare da parte degli stati gli obiettivi da raggiungere al di fuori del funzionamento delle istituzioni comunitarie nasce negli anni '90, con la definizione congiunta di tutti gli stati dei «grandi orientamenti di politica economica» o GOPE. I GOPE sono raggruppati durante gli anni '90 in un insieme di processi distinti:
- La definizione di criteri di convergenza di bilancio o "criteri di Maastricht"[1]: all'inizio degli anni '90, gli stati membri, in particolare sotto l'influenza della Germania, pervengono a un accordo su una serie di criteri di bilancio destinati innanzitutto a limitare le spese pubbliche. Questi criteri figureranno nel Trattato di Maastricht e portarono alla sigla di un « patto di stabilità e crescita », adottato dal Consiglio europeo di Amsterdam il 17 giugno 1997.
- Il processo detto «del Lussemburgo», anche chiamato Strategia europea per l'occupazione (SEO):[2] fin dalle negoziazioni del Trattato di Maastricht del 1992, certi domini tali che le politiche per l'impiego erano state lasciate da parte; è nell'obiettivo dichiarato di favorire la coordinazione di questo dominio che la Commissione europea ha pubblicato dal 1993 un Libro bianco sulla crescita, la competitività e l'impiego. Il processo di Lussemburgo, lanciato nel 1997 a seguito di un Consiglio europeo straordinario tenutosi a Lussemburgo, ha portato all'iscrizione nel trattato di Amsterdam entrato in vigore nel 1999 del principio consistente nel definire delle «linee direttrici per l'impiego» a livello europeo da una parte, declinate in «piani d'azione nazionali» per ciascuno Stato membro. La Commissione giocherà un ruolo di coordinamento e raccomandazione.
- Il processo detto «di Colonia», che è ritenuto aver stabilito un dialogo tra tutti gli attori delle politiche macroeconomiche: «partner sociali», governi e Banca centrale europea.[2]
- Il processo denominato «di Cardiff» che concerne le riforme economiche nei mercati dei beni, dei servizi e dei capitali.[2]

### Formulazione di un «metodo aperto di coordinamento nel quadro della «strategia di Lisbona»
Al Consiglio europeo di Lisbona, i capi degli stati membri adottarono nuovi obiettivi: «divenire l'economia della conoscenza più competitiva e dinamica del mondo, capace di una crescita economica durevole, accompagnata da un miglioramento quantitativo e qualitativo dell'occupazione e della coesione sociale». Questi obiettivi servono da punto di partenza della strategia di Lisbona. Questa si compone di due parti principali:
- politica dell'impiego: proseguire la strategia europea dell'occupazione già messa a punto nel quadro del processo di Lussemburgo
- politica della ricerca e dell'insegnamento: creare uno «spazio europeo della ricerca», pensato come un mercato comune della ricerca che implica la concorrenza tra gli Stati[3]

Per raggiungere questi obiettivi nei settori che dipendono in gran parte dagli Stati, il metodo comunitario è abbandonato a vantaggio di un nuovo metodo: il metodo aperto di coordinamento appunto, formulato per la prima volta nel Consiglio europeo di Lisbona. Gli stati si danno un certo numero di obiettivi, ma senza ricorso alla costrizione legale. Il dispositivo funziona per incitazione ed emulazione, sulla base di classifiche pubbliche tra gli Stati.
Se la strategia di Lisbona è servita da propulsore del MAC, non si confonde con esso: gli obiettivi della strategia di Lisbona possono infatti necessitare di cambiare metodo e il MAC si applica anche a domini non contenuti nella strategia di Lisbona.

## Funzionamento

### Ruolo di primo piano del Consiglio Europeo e della Commissione
Il MAC coinvolge essenzialmente gli esecutivi degli Stati membri (Capi di Stato e governi nazionali) e la Commissione, mentre lascia da parte le altre istituzioni europee (Corte di Giustizia Europea e Parlamento europeo).